# خاندان بوتو
خانواده بوتو (سندی: ڀُٽو) یک خانواده سیاسی برجسته و از جمله خانواده های قدرتمند پاکستان است که در استان سند استقرار دارد. بوتوها نقش برجسته ای در سیاست و دولت پاکستان ایفا کرده اند. این خانواده از زمان تأسیس در سال ۱۹۶۷ رهبری حزب مردم پاکستان را عهده دار شده است. بوتو ها اصل و نسب ایرانی دارند  . 
دو عضو خانواده ، ذوالفقار و بی نظیر بوتو ، نخست وزیر پاکستان بوده اند و آصف علی زرداری ، همسر بی نظیر از سال ۲۰۰۸ تا ۲۰۱۳ به عنوان رئیس جمهور پاکستان خدمت کرده است.

## تاریخچه
بیشینه خانواده بوتو به ۷۱۲ میلادی باز می گردد. در دوران حکومت اورنگ زیب، بوتو ها به سمت لاکارنه مهاجرت کردند و جد خاندان، شتو خان، لقب 'خان' را دریافت کرد. 
شاه نواز بوتو ، در زمان راج انگلیس در ایالت پرادش جونگادا در جنوب غربی گجرات در هند بود. در طول تقسیم هند در سال ۱۹۴۷ ، حاکم مسلمان جونگارا می خواست ایالت خود را به پاکستان تازه ایجاد شده ملحق کند ، اما وی با شورش توسط جمعیت جونگادا روبرو شد که اکثر آنها هندو بودند. دولت هند الحاق جونگادا به پاکستان را ملغی کرد و بوتوها در پاکستان مدرن به طرف سند رفتند. شاه نواز بوتو به منطقه لارکانا در سند نقل مکان کرد ، و در آنجا مالکیت زمین او را به یکی از ثروتمندترین و تأثیرگذارترین مردم سند تبدیل کرد. 
فرزند سوم شاه نواز، ذوالفقار علی بوتو حزب مردم پاکستان را در سال ۱۹۶۷ تأسیس کرد و به عنوان رئیس جمهور و نخست وزیر خدمت نمود. وی با یک زن کرد ایرانی به نام نصرت بوتو ازدواج کرد و دختر وی بی نظیر نیز به عنوان نخست وزیر خدمت کرد. همسر بی نظیر، آصف علی زرداری ، بعداً از سال ۲۰۰۸ تا ۲۰۱۳ رئیس جمهور پاکستان بود. بوتو ها همچنان بر رهبری جزب مردم تسلط دارند. پسر بی نظیر ، بلاول بوتو زرداری در سال ۲۰۰۷ به عنوان رئیس حزب منصوب شد. الگو:Bhutto family

## تصاویر

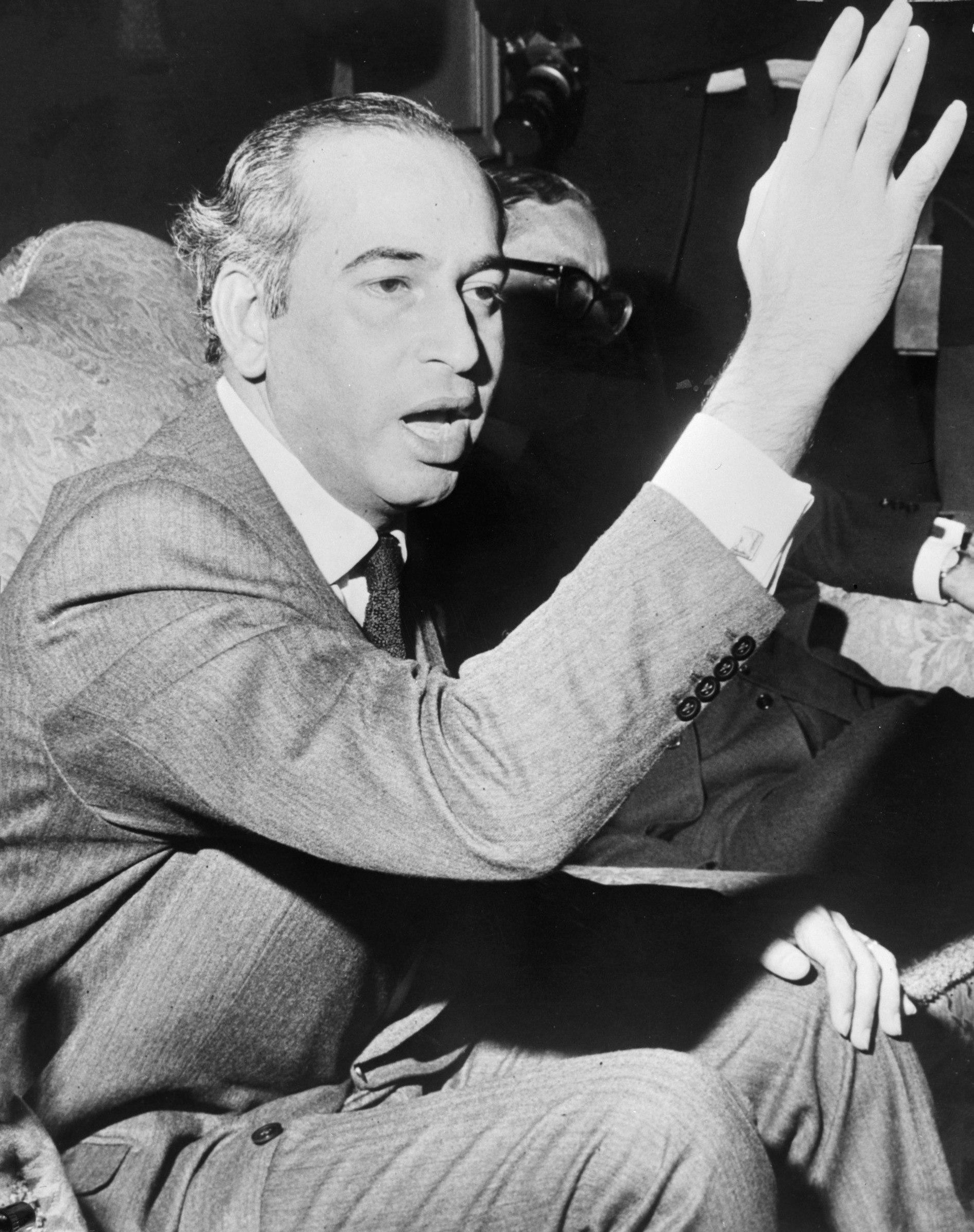
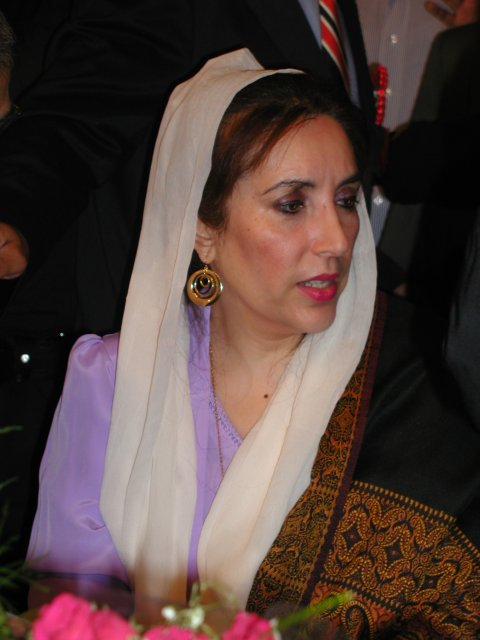
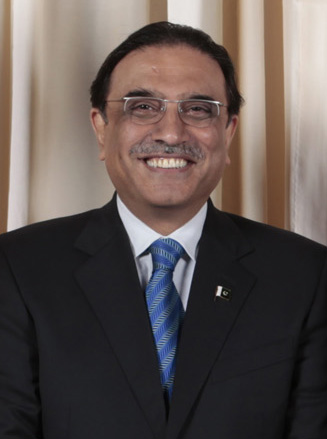
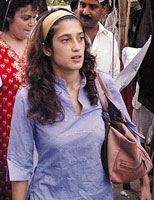
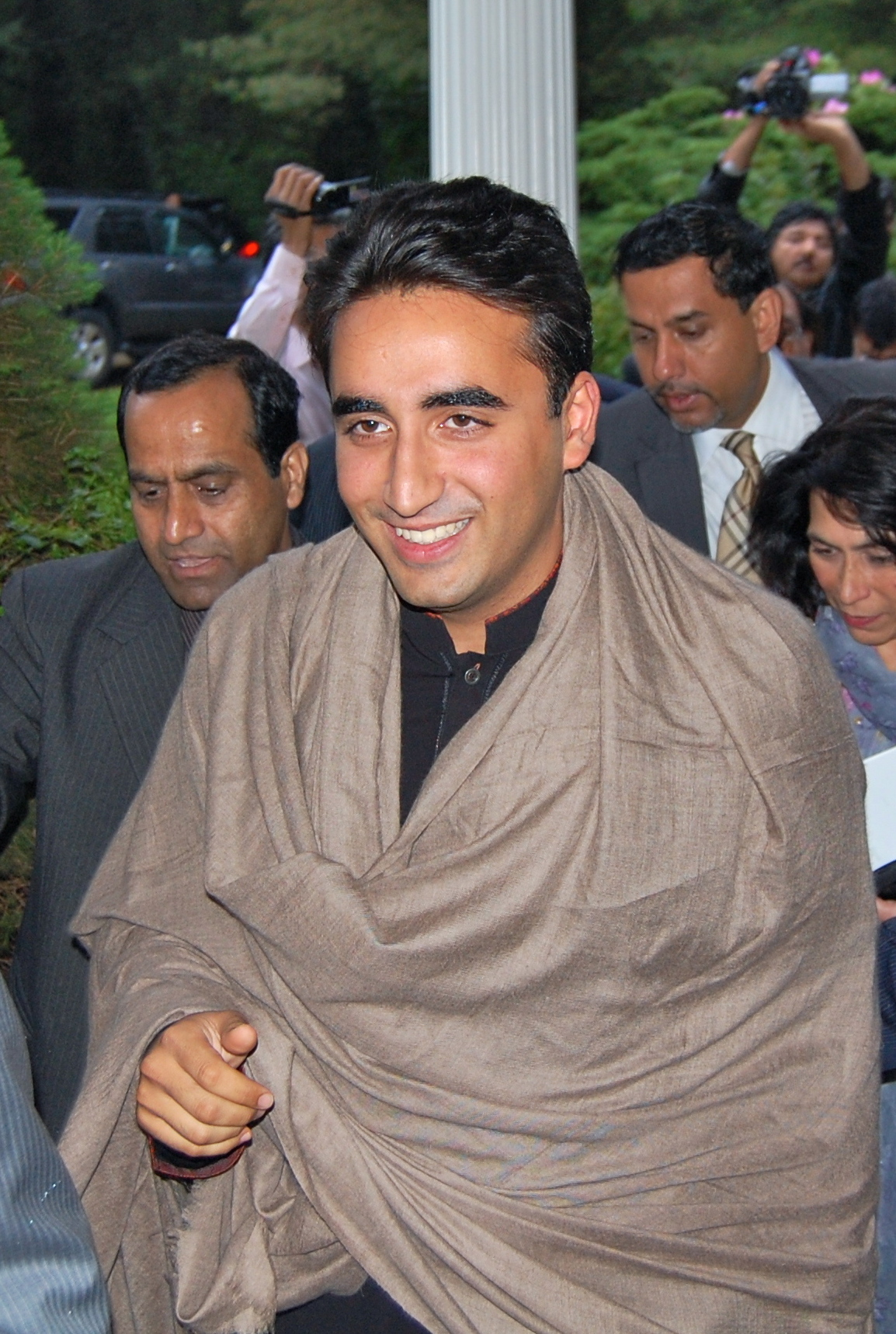